# Enalcyonium ciliatum
Enalcyonium ciliatum is een eenoogkreeftjessoort uit de familie van de Lamippidae. De wetenschappelijke naam van de soort is voor het eerst geldig gepubliceerd in 1972 door Stock.